# Łycznik późny

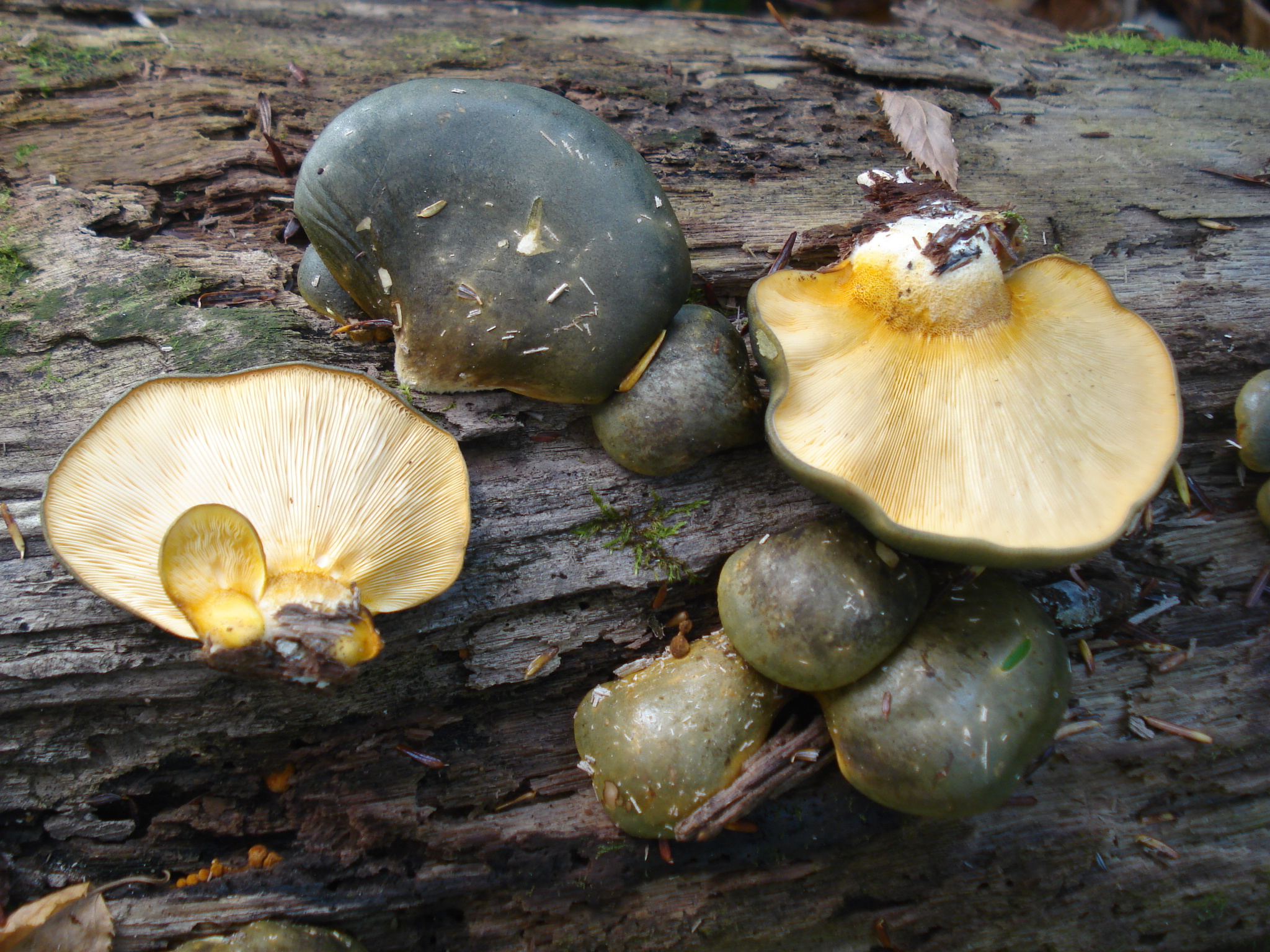
Młode owocniki łycznika późnego

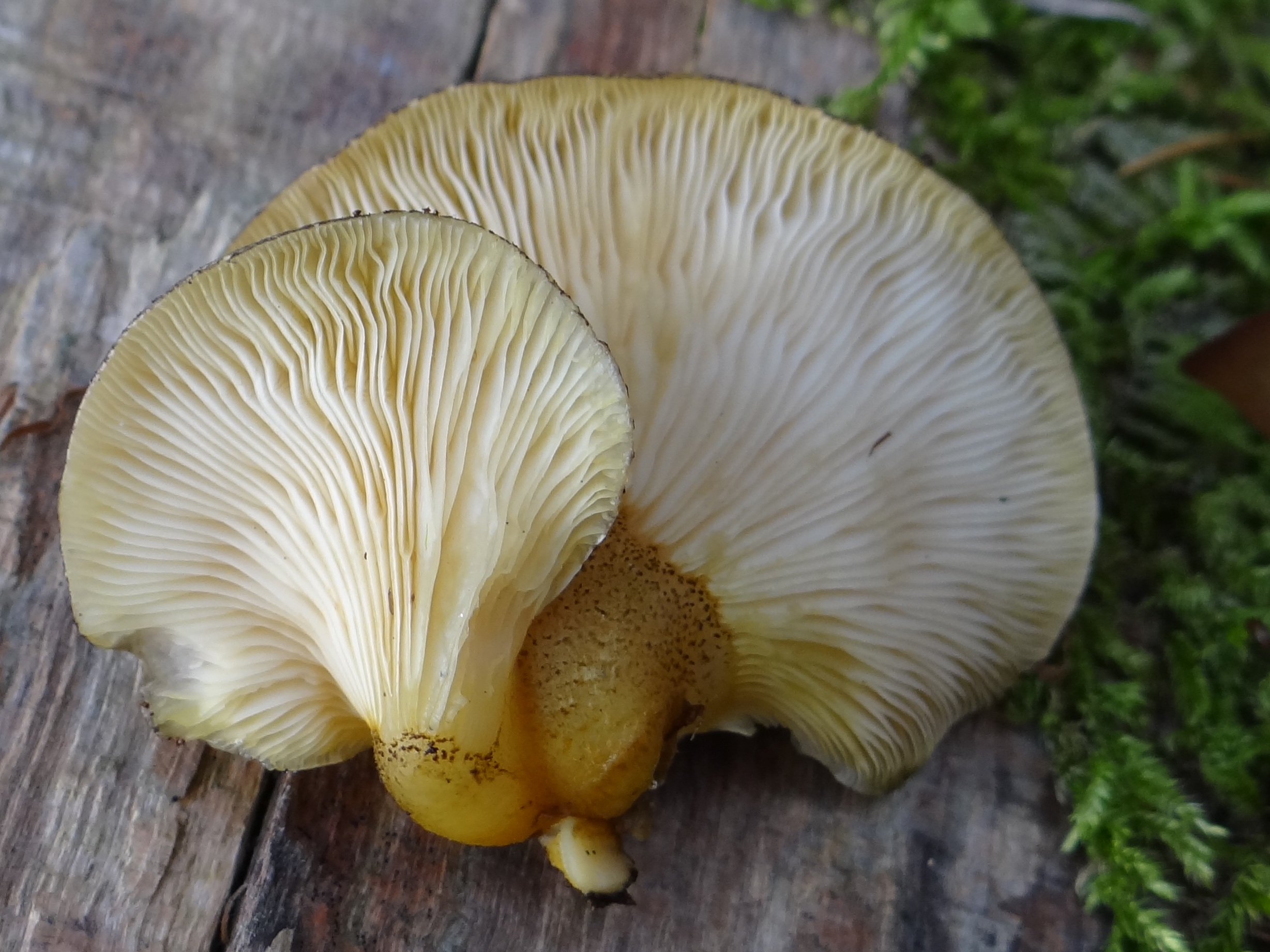
Blaszki łycznika późnego

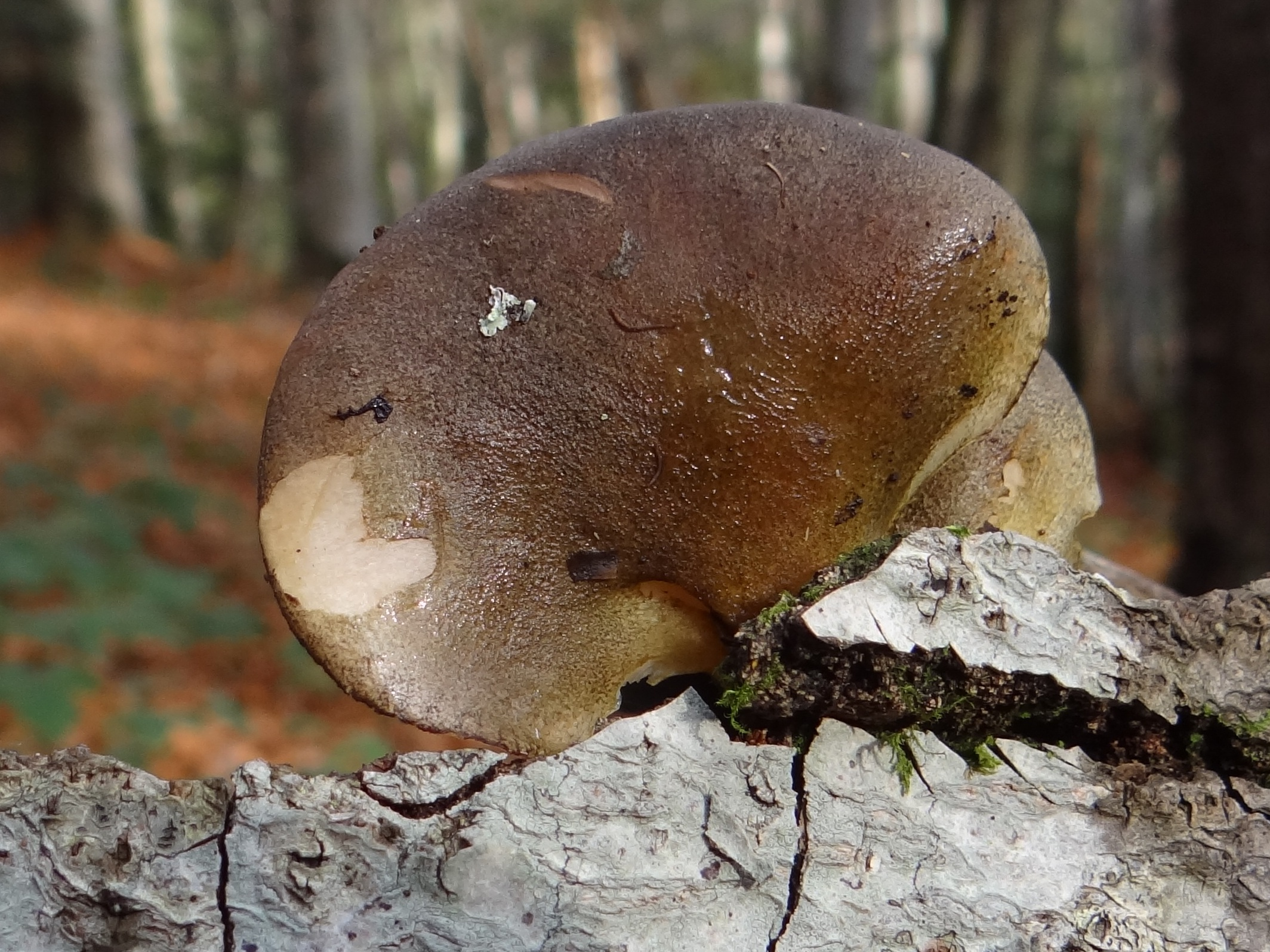

Łycznik późny (Sarcomyxa serotina (Pers.) V. Papp) – gatunek grzybów z rzędu pieczarkowców (Agaricales).

## Systematyka i nazewnictwo
Pozycja w klasyfikacji: Sarcomyxa, Sarcomyxaceae, Agaricales, Agaricomycetidae, Agaricomycetes, Agaricomycotina, Basidiomycota, Fungi.
Po raz pierwszy takson ten zdiagnozował w 1793 r. Christiaan Hendrik Persoon, nadając mu nazwę Agaricus serotinus. Obecną nazwę nadał mu w 2019 r. Tamás Papp. Ma 20 synonimów. Niektóre z nich:
- Hohenbuehelia serotina (Pers.) Singer 1951
- Panus serotinus (Pers.) Kühner 1980
- Panellus serotinus (Pers.) Kühner 1950
- Panus serotinus (Pers.) Kühner 1980
- Sarcomyxa serotina (Pers.) P. Karst. 1891[2].

W piśmiennictwie polskim opisywany był w 1898 r. przez S. Chełchowskiego jako bedłka późna lub boczniak późny, w 1983 r. Barbara Gumińska i Władysław Wojewoda nadali mu nazwę łycznik późny. Wszystkie te nazwy są niespójne z aktualną nazwą naukową.

## Morfologia
Kapelusz
Średnica 4–11 cm, kształt łopatkowaty, nerkowaty, muszlowaty lub wachlarzowaty. Przyrasta do podłoża bokiem lub bardzo krótkim trzonem. Jest łukowaty lub płaski. Skórka sucha i gładka, a pod nią znajduje się elastyczna, żelatynowata warstewka. Młode owocniki początkowo mają ciemnozielony lub zielonobrązowy kolor, później są ochrowobrązowe, żółtawoochrowe, mięsistobrązowe.
Trzon
Wysokość 0,8–1,4 cm, grubość 1–2 cm. W stosunku do wielkości kapelusza jest bardzo krótki i stosunkowo gruby (czasami w ogóle brak trzonu). Kształt stożkowaty, powierzchnia delikatnie łuskowata, kolor od jasnożółtego do ochrowego.
Blaszki
Zbiegające, gęste, początkowo bladożółtawe, potem stopniowo zmieniają kolor na pomarańczowy, żółtokremowy i ochrowy.
Miąższ
Żółtawy, o słabym zapachu i gorzkawym smaku.

## Gatunki podobne
Często mylony bywa z boczniakiem ostrygowatym (Pleurotus ostreatus), który również rośnie późną jesienią na drzewach, jednak boczniak jest większy, i ma kapelusz stalowoniebieski, bez zielonych odcieni. Również żółty trzon u łycznika późnego powinien wykluczyć taką pomyłkę.

## Występowanie i siedlisko
W Polsce jest nieczęsty, ale nie jest zagrożony wyginięciem.
Występuje na niżu i pogórzu, zarówno na żywych, jak i martwych pniach i gałęziach, głównie drzew liściastych, również na pniakach. Najczęściej spotykany jest na olszach, bukach, jaworach, brzozach, dębach. Rzadko można go spotkać także na drzewach iglastych (na świerkach i sosnach). Owocniki pojawiają się od września do grudnia, często nawet po przymrozkach. Najczęściej występuje w lasach rosnących na terenach podmokłych. W Polsce niezbyt pospolity, ale niezagrożony.

## Znaczenie
Saprotrof lub pasożyt. W niektórych atlasach grzybów uznawany jest za grzyb jadalny. Jadany jest np. w Chinach, Hongkongu i w Rosji. Inni jednak autorzy uważają, że z powodu nieco gorzkiego smaku nie tylko, że jest niejadalny, ale również może być uważany za trujący, gdyż zawiera substancje rakotwórcze. Inne badania dowodzą odwrotnie: właściwości antynowotworowe i wspomagające odporność